# Пархоменко Олександр Миколайович
Олекса́ндр Микола́йович Пархо́менко — вчений у галузі кардіології, доктор медичних наук (1995), професор (1999), лауреат Державної премії України в галузі науки і техніки (2007) і премій «Web of Science Award Ukraine» 2016 і 2018 років, член-кореспондент НАМН України (2011). Керівник відділення реанімації та інтенсивної терапії Інституту кардіології імені академіка М. Д. Стражеска.

## Біографічні відомості
У 1981 р. з відзнакою закінчив Київський медичний інститут, після чого навчався у клінічній ординатурі на кафедрі внутрішніх хвороб № 2 Київського медичного інституту, де до січня 1986 р. працював на посаді молодшого наукового співробітника. У 1986—1987 рр. працював старшим лаборантом тієї ж кафедри, лікарем відділення реанімації та інтенсивної терапії Центральної міської лікарні імені Жовтневої революції. Після захисту кандидатської дисертації «Вивчення особливостей дії малих доз обзидану у хворих на гострий інфаркт міокарда» в 1987 р. за спеціальностями «Кардіологія», «Клінічна фармакологія» працював асистентом кафедри госпітальної терапії № 1.
У листопаді 1991 р. перейшов до Інституту кардіології ім. М. Д. Стражеска на посаду провідного наукового співробітника у відділ невідкладної кардіології, а в червні 1992 р. обраний на посаду керівника відділення клінічної електрофізіології з блоком реанімації та інтенсивної терапії.
У 1995 р. захистив докторську дисертацію на тему «Електрична нестабільність серця у хворих на гострий інфаркт міокарда: механізми розвитку, підходи до лікування».
З червня 1999 р. — керівник відділу реанімації та інтенсивної терапії Інституту кардіології ім. акад. М. Д. Стражеска. Того ж року здобув звання професора за спеціальністю кардіологія.

## Наукова діяльність
Наукова діяльність О. М. Пархоменка пов'язана з невідкладною кардіологією.
Автор понад 300 наукових публікацій, у тому числі монографій, навчальних посібників, методичних рекомендацій, 17 винаходів та патентів, 54 раціоналізаторських пропозицій.
У 1990 р. був обраний Почесним членом Європейського товариства кардіологів (FESC), у 1993 — Почесним членом Міжнародного коледжу ангіологів (FICA), у 1997 — членом Міжнародного товариства з неінвазивної електрокардіології (ISNIC), у 2005 — Американської асоціації серця (АНА).
Наукові інтереси професора Пархоменка є гострий коронарний синдром, шлуночкові порушення серцевого ритму, раптова серцева смерть, гостра серцева недостатність; фундаментальні (захист міокарда при його ішемії та реперфузії, активація прозапальних процесів, стимуляція ангіогенезу та репарації, формування електрофізіологічного субстрату небезпечних для життя аритмій, фармакогенетичні дослідження), так і прикладні аспекти кардіології (нові підходи до лікування гострої серцевої недостатності, розробка методу пролонгованої епідуральної аналгезії у хворих на гострий інфаркт міокарда, поліпшення результатів тромболітичної терапії, захист міокарда у хворих на гострий коронарний синдром, виявлення хворих з високим ризиком віддалених ускладнень та ін.).
Результатом 15-річної співпраці з фармакологами, патофізіологами стала розробка і впровадження у широку клінічну практику інноваційного вітчизняного кардіопротекторного (органопротекторного) препарату Корвітин, який випускається на виробничих потужностях національного виробника лікарських засобів ПАТ НВЦ "Борщагівський ХФЗ"
Професор О. М. Пархоменко — провідний фахівець і експерт, один із співавторів міжнародних рекомендацій з діагностики і лікування фібриляції передсердь (2001), діагностики гострого інфаркту міокарда (2007), Українських національних рекомендацій з гострого коронарного синдрому, гострої серцевої недостатності. Протягом останніх 15 років брав активну участь у підготовці та проведенні міжнародних багатоцентрових клінічних досліджень в Україні.
Під керівництвом О. М. Пархоменка виконано та успішно захищено 10 кандидатських та 1 докторська дисертації. Він широко відомий як клініцист, учений, учитель та лектор. Продовжує традиції свого вчителя — члена-кореспондента АМН СРСР професора Олександра Йосиповича Грицюка.

## Громадська робота
Член вченої ради ННЦ «Інститут кардіології ім. акад. М. Д. Стражеска», спеціалізованих рад із захисту дисертацій у ННЦ та Національному медичному університеті, член редколегій українських та закордонних фахових журналів (зокрема, наукових часописів «Серце і судини» та «Український кардіологічний журнал»), член Правління Асоціації кардіологів України (секретар) та Європейського товариства кардіологів, голова робочої групи з невідкладної кардіології Асоціації кардіологів України, Працював у складі керівництва Європейського товариства кардіологів (2002—2004), нагороджений срібною медаллю товариства (2004), за професійні досягнення був обраний до складу Американського біографічного товариства «Who is Who International» (2007), у складі колективу авторів став лауреатом Державної премії України в галузі науки і техніки (2007).